# UAE Tour
El UAE Tour es una carrera por etapas profesional de ciclismo en ruta que se disputa en los Emiratos Árabes Unidos desde el año 2019. 
La carrera nace por la fusión de las desaparecidas carreras Tour de Abu Dhabi y el Tour de Dubai que se realizaban en el país emiratí. En asociación del Consejo de Deportes de Abu Dhabi, el Consejo de Deportes de Dubái, y el organizador RCS Sport, compañía que organiza, entre otras, el Giro de Italia. Nació esta nueva carrera que tiene por nombre UAE Tour con inicio en Abu Dhabi y final en Dubái manteniendo la categoría UCI WorldTour que ostentaba el Tour de Abu Dhabi.
La carrera forma parte del calendario UCI WorldTour (máxima categoría mundial) desde el año 2019.

## Palmarés
| Año  | Ganador             | Segundo            | Tercero         |
| ---- | ------------------- | ------------------ | --------------- |
| 2019 | Primož Roglič       | Alejandro Valverde | David Gaudu     |
| 2020 | Adam Yates          | Tadej Pogačar      | Alexéi Lutsenko |
| 2021 | Tadej Pogačar       | Adam Yates         | João Almeida    |
| 2022 | Tadej Pogačar       | Adam Yates         | Pello Bilbao    |
| 2023 | Remco Evenepoel     | Lucas Plapp        | Adam Yates      |
| 2024 | Lennert Van Eetvelt | Ben O'Connor       | Pello Bilbao    |
| 2025 | Tadej Pogačar       | Giulio Ciccone     | Pello Bilbao    |

## Estadísticas

### Más victorias
| Ciclista      | Victorias | Años              |
| ------------- | --------- | ----------------- |
| Tadej Pogačar | 3         | 2021, 2022 y 2025 |

### Victorias consecutivas
- Dos victorias seguidas:
  -  Tadej Pogačar (2021, 2022)

## Palmarés por países
| País        | Victorias | Último vencedor             |
| ----------- | --------- | --------------------------- |
| Eslovenia   | 4         | Tadej Pogačar en 2025       |
| Bélgica     | 2         | Lennert Van Eetvelt en 2024 |
| Reino Unido | 1         | Adam Yates en 2020          |